# Carlo Mirabello (destroyer)
Le Carlo Mirabello était un destroyer italie, navire de tête de la classe Mirabello lancé en 1915 pour la Marine royale italienne (en italien : Regia Marina). 

## Conception et description
Les navires ont été conçus comme des croiseurs éclaireurs (esploratori), essentiellement des versions agrandies de destroyers contemporains. Ils avaient une longueur totale de 103,75 mètres, une largeur de 9,74 mètres et un tirant d'eau moyen de 3,3 mètres. Ils déplaçaient 1 819 tonnes à charge normale, et 2 040 tonnes à pleine charge. Leur effectif était de 8 officiers et 161 sous-officiers et marins
Les Mirabello étaient propulsés par deux turbines à vapeur à engrenages Parsons, chacune entraînant un arbre d'hélice à l'aide de la vapeur fournie par quatre chaudières Yarrow. Les turbines avaient une puissance nominale de 35 000 chevaux (25 760 kW) pour une vitesse de 34 nœuds (63 km/h). Les navires transportaient suffisamment de mazout pour avoir une autonomie de 2 300 milles nautiques (4 300 km) à une vitesse de 12 nœuds (22 km/h).
Leur batterie principale était composée de huit canons de 102 mm (Cannone da 102/35 S Modello 1914) montés sur des supports simples et protégés par des boucliers, un à l'avant et un à l'arrière de la superstructure sur la ligne médiane, les autres canons étant positionnés sur les flancs au milieu du navire. Le Carlo Mirabello était le seul navire terminé dans cette configuration, car ses navires-jumeaux (sister ships) avaient échangé un canon de 152/40 A Modèle 1891 (Cannone da 152/40 A Modello 1891) contre le canon avant de 102 mm; le Carlo Mirabello a reçu le sien en 1917. Le canon s'est avéré trop lourd pour les navires et sa cadence de tir était trop lente. La défense antiaérienne (AA) des navires de la classe Mirabello était assurée par une paire de canons AA de 76 mm (Cannone da 76/40 Modello 1916) dans des supports simples. Ils étaient équipés de quatre tubes lance-torpilles de 450 mm dans deux supports doubles, un sur chaque flanc. Le Augusto Riboty pouvait transporter 120 mines, alors que ses navires-jumeaux ne pouvaient en transporter que 100.

### Modifications
En 1919, les navires ont été réarmés avec huit canons de 120 mm (Cannone da 102/45 S, A Modello 1917) disposés selon la configuration originale du Carlo Mirabello. Les canons de 76 mm ont été remplacés par une paire de canons AA de 40 mm (Cannone da 40/39) en affûts simples en 1920-1922.

## Construction et mise en service
Le Carlo Mirabello est construit par le chantier naval Chantier naval Ansaldo à Sestri Ponente en Italie, et mis sur cale le 21 novembre 1914. Il est lancé le 21 décembre 1915 et est achevé et mis en service le 24 août 1916. Il est commissionné le même jour dans la Regia Marina.

## Histoire du service
Le Carlo Mirabello participe activement aux opérations de la première guerre mondiale dans l'Adriatique.
Le 22 décembre 1916, à cinq heures, il sort pour une mission dans le canal d'Otrante, près de la zone d'un affrontement entre des unités italo-françaises et austro-hongroises (kaiserliche und königliche Kriegsmarine), mais il n'y participe pas.
Le 24 décembre, avec les destroyers Impavido et Ippolito Nievo, il est employé pour soutenir une action des vedettes-torpilleurs (Motoscafo Armato Silurante ou MAS) MAS 3 et 6, qui, remorqués respectivement par les torpilleurs 36 PN et 54 AS, auraient dû attaquer les navires austro-hongrois dans le port de Durazzo. L'action a cependant été interrompue parce que, à seulement trois milles nautiques (5,6 km) du but, le MAS 6 est endommagé en heurtant une épave.
Dans la nuit du 14 au 15 mai 1917, il croise dans le canal d'Otrante (entre Durres et le cap Rodoni) avec les destroyers français Riviére, Bisson et Cimiterre, lorsque cette zone fait l'objet d'une double attaque austro-hongroise visant à la fois à détruire les dériveurs, les bateaux de pêche armés patrouillant le barrage anti-sous-marin du canal d'Otrante, et, comme action de diversion, à détruire un convoi italien à destination de l'Albanie. A 4h30 le 15 mai, le Mirabello et les trois unités françaises sont détournés vers le sud pour contre-attaquer. Vers 6 heures du matin, les quatre navires aperçoivent de la fumée à l'avant tribord à environ 6 milles nautiques (11 km). Il s'agit des croiseurs éclaireurs austro-hongrois Saida, Helgoland et Novara, qui viennent de couler 14 dériveurs. Le Mirabello et les destroyers se dirigent vers le sud-ouest pour attaquer les trois unités ennemies, et à 7h10, le feu est ouvert à 8 000 mètres. Au cours de la bataille suivante, le Mirabello est attaqué deux fois à la torpille par des U-Boote ennemis, devant se ranger pour éviter d'être touché et perdre du terrain. La formation italo-française reste en effet en position arrière, incapable de marquer des coups. Les trois navires austro-hongrois, également attaqués par d'autres navires italiens et britanniques, rentrent à la base mais subissent divers dommages.
Le 10 mars 1918, il soutient - avec son navire-jumeau Riboty, les croiseurs éclaireurs légers Poerio et Rossarol, les destroyers Poerio et Rossarol et l'escadron de destroyers français "Casque" - une action des MAS 99 et 100, remorqués respectivement par les destroyers Nievo et Mosto, contre la marine autrichienne à Portorož. L'opération, reportée à cause du mauvais temps, est de nouveau interrompue le 16 mars, toujours à cause du mauvais temps, et de nouveau le 8 avril parce que la reconnaissance aérienne avait constaté que le port de Porto Rose était vide.
A 18h10 du 12 mai, il appareille de Brindisi pour soutenir à nouveau (avec le Riboty) une action des MAS 99 et 100, remorqués par les destroyers Nievo et Bronzetti, dans les eaux de Durazzo. Le MAS 99 réussit à toucher - à 2h30 du matin le 13 - le navire à vapeur Bregenz, qui coule après quelques minutes (234 hommes meurent), déclenchant la violente réaction austro-hongroise. De toute façon, tous les navires reviennent sains et saufs à Brindisi (où le Mirabello s'amarre à 7h30).
Le 9 novembre, à 9 heures du matin, il appareille de Brindisi et participe, avec son navire-jumeau Racchia, à l'occupation de Lissa.
Pendant la Première Guerre mondiale, le Mirabello a effectué un total de 65 missions de guerre, principalement pour intercepter des navires ennemis, soutenir les MAS et poser des mines. A la fin de la guerre, il était stationné à Cattaro.
Le 15 mars 1924, il escorte à Fiume le croiseur éclaireur Brindisi qui embarque le roi Vittorio Emanuele III, à l'occasion de la cérémonie d'annexion de la ville de Kvarner à l'Italie.
Du 24 avril au 30 octobre 1924, sous le commandement du capitaine de frégate (capitano di fregata) Wladimiro Pini, le Mirabello effectuée une croisière avec départ de Venise et arrivée à La Spezia couvrant 11 000 milles nautiques (20 372 km) et touchant 30 ports (Zara, Brindisi, Messine, Castellammare del Golfo, Alger, Gibraltar, Lisbonne, Corcubión, Brest, Anvers, Flekkefjord, Oslo, Göteborg, Karlskrona, Stockholm, Turku, Helsinki, Leningrad, Tallinn, Riga, Libau, Gdansk, Zoppot, Szczecin, Sassnitz, Copenhague, Lübeck, Travemünde, Hambourg, Rotterdam, Cherbourg, Portugalete, Lisbonne, Almeria) de 19 États différents. Après son départ, il s'arrête à Alger et à Gibraltar, traverse le détroit de Gibraltar, touche Lisbonne, Leningrad, Anvers et Bruxelles en remontant respectivement les fleuves Tage, Neva, Escaut et le canal Rupel, traverse le détroit de Skagerrak et le fjord d'Oslo malgré le brouillard, et s'arrête à Stockholm et Helsinki.
En 1925, le Mirabello remporte un concours de tir.
Il subit des modifications qui comprennent l'installation de deux mitrailleuses de 40 mm, de nouveaux hydrophones et de deux trémies pour les charges de profondeur.
Il participe à plusieurs voyages dans les eaux de la mer Méditerranée.
Entre octobre 1936 et septembre 1938, il participe à la guerre civile d'Espagne, se déployant dans divers ports de la Méditerranée occidentale et aussi de l'Espagne coté atlantique,.
En 1938, il est rétrogradé en destroyer. Il est alors très vieux, avec une vitesse de pointe réduite à 27 nœuds et dépourvu de poste de tir. Il est sur le point d'être désarmé lorsque l'Italie entre dans la Seconde Guerre mondiale.
Au début de la Seconde Guerre mondiale, il fait partie de la section des destroyers basée à Brindisi avec son navire-jumeau Riboty.
Il opère principalement dans le sud de l'Adriatique et dans la mer Ionienne, escortant des convois vers l'Albanie et la Grèce.
Affecté aux "Forces spéciales" pour un débarquement prévu à Corfou, il appareille le 31 octobre 1940 avec le reste de cette force (le Riboty, les vieux croiseurs légers Bari et Taranto, les vieux torpilleurs Curtatone, Monzambano, Castelfidardo, Calatafimi, Confienza, Solferino, Prestinari, Cantore, Fabrizi, Medici et Stocco, les croiseurs auxiliaires Ramb III, Capitano Cecchi, Lago Tana et Lago Zuai, quatre MAS de la XIIIe Flottille et trois pétroliers de classe Sesia), mais le lendemain l'opération est annulée et les navires débarquent des troupes à Vlora. Le Mirabello retourne à ses fonctions d'escorte.
Le 20 mai, il appareille de Brindisi pour escorter vers Patras, avec le croiseur auxiliaire Brindisi, les navires marchands Annarella et Laura C. et les pétroliers Strombo et Anna C.. Le 21 mai à 5h40 du matin, depuis le bord du destroyer on aperçoit une explosion à 5-8 milles nautiques (9-15 km) de distance, au large du Cap Dukato (île de Santa Maura, archipel ionien). C'est la canonnière Matteucci qui a sauté sur une mine,,,. Le Mirabello se dirige vers cette zone et se prépare à descendre un canot de sauvetage, mais entre-temps il heurte à son tour une mine (appartenant à un barrage posé la nuit précédente par le mouilleur de mines britannique HMS Abdiel (M39)) qui coupe sa proue jusqu'à la hauteur du pont,,,. Le destroyer commence à dériver avec de très sérieux dommages et les tentatives de l'équipage pour le sauver sont inutiles. Au contraire, ils doivent accélérer sa fin avec des charges explosives et à 11h45, après moins de six heures de dérive, le Mirabello coule à deux milles nautiques (3,7 km) au sud du Cap Dukato,,,.
Parmi l'équipage du navire, 63 hommes sont sauvés par le Brindisi, de nombreux autres naufragés atteignent la côte à la nage ou sont secourus par d'autres unités. 44 hommes sont morts ou portés disparus.